# Донлебун, Санчо Пардо
Санчо Пардо де Донлебун и Ланзос Осорио также известный как Санчо Пардо Осорио (исп. Sancho Pardo de Donlebún y Lanzós Osorio; около 1537, Донлебун, близ Кастрополь, Астурия, Испания — октябрь 1607, Атлантический океан) — испанский адмирал Королевского флота.

## Биография
Штурман. Служил под командованием Педро Менендеса де Авилеса, первого губернатора Испанской Флориды. В течение этого периода служил правительству острова Куба. Занимался картографированием побережий острова.
Был капитаном на «Tercio de Gabriel Niño», участвовал в войне с Португалией; затем был назначен губернатором замка Байона в Галисии. Под командованием адмирала Альваро де Базана сражался в Битве при Понта-Дельгада.
Активный участник Англо-испанской войны (1585—1604). Сражался в битве при Сан-Хуане (1595). Осуществил важные военно-морские действия против британских корсаров и моряков, таких как Джон Хокинс и Фрэнсис Дрейк.
Около 1588 года принимал участие в подготовке морской операции против английского флота и «Непобедимой Армады» для высадки на островах Британии. Привлёк в экспедицию сына и построил за его счет несколько кораблей.
Поддерживал Хью О’Нила, руководителя восстания в Ирландии против английского господства, известного как «Девятилетняя война» (1594—1603).
14 лет жил в Италии, где осуществлял миссию по защите западной части Средиземного моря от турецких флотов, нанесших поражение испанскому флоту в 1560 году у острова Джерба (Тунис). В 1567 году вернулся в Испанию.
В 1593 году король Фелипе II удостоил его чести и назначил генералом флота Огненной Земли.
В 1598 году Санчо Пардо был назначен генерал-капитаном флота Новой Испании и в том же году генералом флота Огненной Земли, с которым он возобновил транспортировку через Атлантику сокровищ Америки в Испанию.
Утонул в Атлантическом океане близ Лиссабона в октябре 1607 года после более чем сорока лет службы.